# Candi Milo
Pour les articles homonymes, voir Candi et Milo.
Candyce « Candi » Milo, née le 21 janvier 1966 à San José, en Californie, est une actrice américaine.

## Filmographie
- 1985 : Bad Medicine : María Morales
- 1965 : Des jours et des vies ("Days of Our Lives") (série TV) : Janey Richards (1985)
- 1989 : Camp Candy (série TV) (voix)
- 1990 : Capitaine Planète (Captain Planet and the Planeteers) (série TV) : Billy Jean (voix)
- 1990 : Un ange... ou presque (Almost an Angel) : Bank Teller
- 1991 : Le Tourbillon noir (The Pirates of Dark Water) (série TV) : Additional Voices (season 2) (voix)
- 1991 : Myster Mask ("Darkwing Duck") (série TV) : Additional Voices (voix)
- 1992 : The Plucky Duck Show (série TV) : Sweetie / Others (voix)
- 1992 : Les Vacances des Tiny Toon (Tiny Toon Adventures: How I Spent My Vacation) (vidéo) : Sweetie (voix)
- 1992 : Defenders of Dynatron City (téléfilm) : Buzzsaw Girl
- 1992 : I Don't Buy Kisses Anymore de Robert Marcarelli : Mother in Candy Store
- 1992 : Cool World : Lonette / Bob (voix)
- 1993 : The Webbers (téléfilm) : 2nd Woman On Street
- 1993 : Cro (série TV) : Pakka / series regular (voix)
- 1993 : Problem Child (série TV) : Additional Voices (voix)
- 1994 : Where on Earth Is Carmen Sandiego? (série TV) : Additional Voices (voix)
- 1994 : Aladdin (série TV) : Thundra (voix)
- 1995 : Tiny Toon Adventures: Night Ghoulery (téléfilm) : Sweetie (voix)
- 1995 : No Smoking! : Mom
- 1996 : Ripper Man : Francie
- 1997 : The Legend of Calamity Jane (série TV) : Zita / Additional Voices (voix)
- 1997 : Cléo et Chico (Cow and Chicken) (série TV) : Mom / Teacher (voix)
- 1998 : Oh Yeah! Cartoons (série TV) : Reggie Bullnerd / others (voix)
- 1998 : Les Supers Nanas (The Powerpuff Girls) (série TV) : Additional Voices (voix)
- 1999 : An American Tail: The Mystery of the Night Monster (vidéo) : Madame Mousey (voix)
- 1999 : Batman Beyond: The Movie (téléfilm) : Nicole (voix)
- 2000 : Whatever (série TV) : Linda
- 2000 : Scooby Doo et les extra-terrestres (Scooby-Doo and the Alien Invaders) (vidéo) : Crystal (voix)
- 2001 : Jimmy Neutron: Un garçon génial (Jimmy Neutron: Boy Genius) : Cindy Vortex / Nick Dean / Britanny / PJ (voix)
- 1996 : Dexter's Laboratory (série TV) : Dexter (#2) (2001- ) (voix)
- 2000 : Cartoon Cartoon Fridays (série TV) : Dexter (2001-) (voix)
- 2002 : Baxter and Bananas : Baxter
- 2002 : Dexter's Laboratory: Chicken Scratch : Dexter (voix)
- 2002 : ¡Mucha Lucha! (série TV) : The Flea, Headmistress, Rikochet's Mama, Additional Voices (voix)
- 2003 : Scooby Doo et le monstre du Mexique (Scooby-Doo and the Monster of Mexico) (vidéo) : Charlene Otero / Museum Guide / Old Woman #1 (voix)
- 2003 : Les Razbitume ("All Grown Up") (série TV) : Justin (voix)
- 2004 : Maya & Miguel (série TV) : Maya Santos (voix)
- 2005 : The Toy Warrior (voix)
- 2005 : Jimmy Neutron: Attack of the Twonkies (téléfilm) : Nick (voix)
- 2005 : Mucha Lucha: The Return of El Malefico (vidéo) : The Flea, Headmistress, Rikochet's Mama, Queen Boladora (voix)
- 2005 : Alien Bazar (série TV) : Gabby, Tommy's Mom, Melba
- 2005 : Robots of Mars 3D Adventure : Melody
- 2005 : Le Monde de Maggie (série TV) : Mrs. Wingston / Chip (voix)
- 2005 : The Happy Elf (vidéo) : Curtis / Cassie / Gurt / Little Girl (voix)
- 2006 : Lucas, fourmi malgré lui (The Ant Bully) : Nurse Ant #3 (voix)
- 2014 : Scooby-Doo : Aventures en Transylvanie (Scooby-Doo! Frankencreepy) de Paul McEvoy (vidéo) : Lila (voix)